# Geddes (cràter)
Geddes és un cràter d'impacte en el planeta Mercuri de 84 km de diàmetre. Porta el nom de la pintora de vitralls irlandesa Wilhelmina Geddes (1887-1955), i el seu nom va ser aprovat per la Unió Astronòmica Internacional el 2010.